# ハドソン湾の戦い
ハドソン湾の戦い（またはヨークファクトリーの戦い）は、大同盟戦争（北アメリカではウィリアム王戦争）の時期に起こった海戦である。1697年の9月5日に、ピエール・ル・モイヌ・ディベルヴィユ指揮下のフランス軍が、ジョン・フレッチャー率いるイングランド部隊を破り、その結果、ハドソン湾の交易所であるヨークファクトリーがフランスのものとなった。

## 戦闘に至るまで

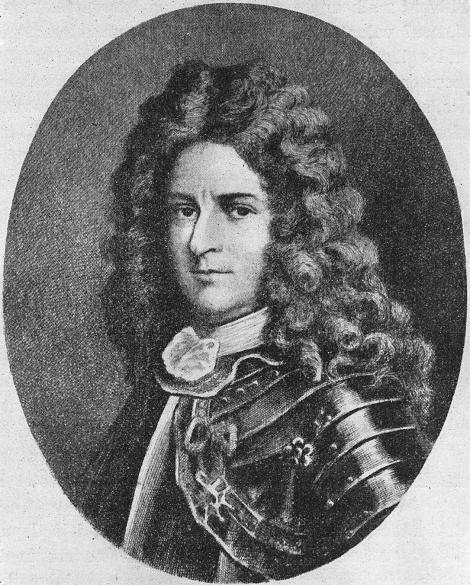
ピエール・ル・モイヌ・ディベルヴィユ

ディベルヴィユの旗艦である44門艦ペリカンは、ハドソン湾でイングランドと対戦するために、より大きな艦隊をハドソン湾に送り込んだ。戦場に向かう途中、ペリカンは、分厚い霧のため他の艦と離れ離れになったが、ディベルヴィユは単独で行くことを決意し、一軍艦ペリカンの、さほど有名ではないが、勝利への華々しい挑戦が始まることになった。
ヨークファクトリーの近くまで来たペリカンは、兵士の一団を上陸させ、砦をどうやって攻略するかを検分させた。ディベルヴィユはペリカンにとどまった。彼方に帆とマストを見たディベルヴィユは、それをフランスの艦隊だと思い、ペリカンをそちらの向に向けたが、それが敵艦であることに気づいた。ペリカンをハンプシャーと、武装した2隻の貨物船、デリングとハドソンズベイのイングランド艦隊が取り囲んだ。イングランド軍は、多くの兵士を揃え、また多くの大砲を装備しており、一方ディベルヴィユの兵の精鋭部隊は上陸していた。その他は壊血病のため船中にいた。ペリカンは危機にさらされた。

## 戦闘
ディベルヴィユは、部隊を呼び戻すのは難しいと思い、捨て身の交戦を決めた。戦闘は追撃戦で始まったが、2時間半の後には、ペリカンとハンプシャーによる、凄まじい片舷射撃の応酬となった。。ほぼ4時間にわたっての激戦は、イングランド有利であるかに見えた。ペリカンのフランス兵たちはかなり負傷しており、血が船を伝って海へと滴り落ちていた。フレッチャーはディベルヴィユに降伏を迫ったが、ディベルヴィユは拒否した。
フレッチャーが、ディベルヴィユの勇敢さをたたえ、ワインで乾杯した時、ペリカンの砲弾がハンプシャーの火薬庫を爆破し、ハンプシャーは煙を出しながら爆発して、すべての乗員を乗せたまま沈没した。また、乾杯は、戦闘前に、ディベルヴィユとフレッチャーの間で行われたとも言われる。

## ヨークファクトリー攻略

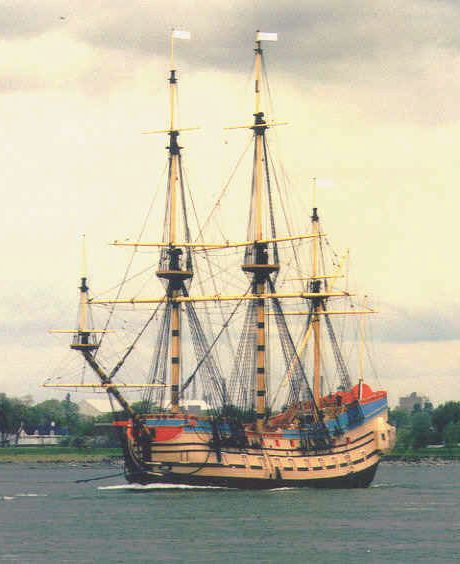
復元されたペリカン

他の2隻の貨物船うちの1隻は、捨て鉢になって砲撃を行ったが、望みを捨て、マストに降伏のしるしである白旗をすばやく掲げた。もう1隻は大急ぎで退却した。フランスは勝利をものにした。。
ペリカンも交戦中に破損していた。喫水線の上部に穴が開いており、破棄せざるを得なくなった。ペリカンは沈められ、乗員はヨークファクトリーのわずかに南側の野営地に集結し、ペリカンの代わりとなるプロフォンをはじめ、フランスの艦隊が到着した。それから5日間、ディベルヴィユは900人の軍勢を率いてハドソン湾総督のヘンリー・バレイ配下のイングランド兵と小競り合いを繰り返し、イングランドは9月13日に降伏した。フランスの手に落ちたヨークファクトリーはブルボン砦と改称され、ハドソン湾でイギリスに残された交易所はオルバニー交易所のみとなった。これにより、ディベルヴィユの輝かしい戦歴にまた新たな1ページが加えられた。ハドソン湾会社が、ヨークファクトリーを取り戻すのは、その16年後のことである。
ウィリアム王戦争後のレイスウェイク条約では、フランスがジェイムズ湾、イングランドがヨークファクトリーを確保することが決められていて、1697年9月20日に調印も終わっていたが、ヨークファクトリーがフランスのものとなったことで、逆に、フランスがヨークファクトリー、イングランドがジェイムズ湾を自国のものとするという条件で、改めて締結がなされた。このため、イングランドは、ヨークファクトリーの、2万ポンドの価値の毛皮をフランスに奪われた。